# Trampa d'ions quadripol

Esquema d'una trampa d'ions Quadrupol de configuració clàssica amb una partícula de càrrega positiva (vermell fosc), envoltada per un núvol de partícules de càrrega semblant (vermell clar). El camp elèctric E (blau) és generat per un quadrupol d'extrems (a, positiu) i un elèctrode d'anell (b). Les imatges 1 i 2 mostren dos estats durant un cicle de CA.

Una trampa d'ions quadripol o trampa Paul és un tipus de trampa d'ions que utilitza camps elèctrics dinàmics per atrapar partícules carregades. També s'anomenen trampes de radiofreqüència (RF) o trampes Paul en honor a Wolfgang Paul, que va inventar l'aparell i va compartir el Premi Nobel de Física l'any 1989 per aquest treball. S'utilitza com a component d'un espectròmetre de masses o d'un ordinador quàntic d'ions atrapats.
Una partícula carregada, com un ió atòmic o molecular, sent una força d'un camp elèctric. No és possible crear una configuració estàtica de camps elèctrics que atrapa la partícula carregada en les tres direccions (aquesta restricció es coneix com el teorema d'Earnshaw). Tanmateix, és possible crear una força de confinament mitjana en les tres direccions mitjançant l'ús de camps elèctrics que canvien en el temps. Per fer-ho, les direccions de confinament i anti-confinament es canvien a una velocitat més ràpida del que necessita la partícula per escapar de la trampa. Les trampes també s'anomenen trampes de "radiofreqüència" perquè la velocitat de commutació és sovint a una freqüència de ràdio.

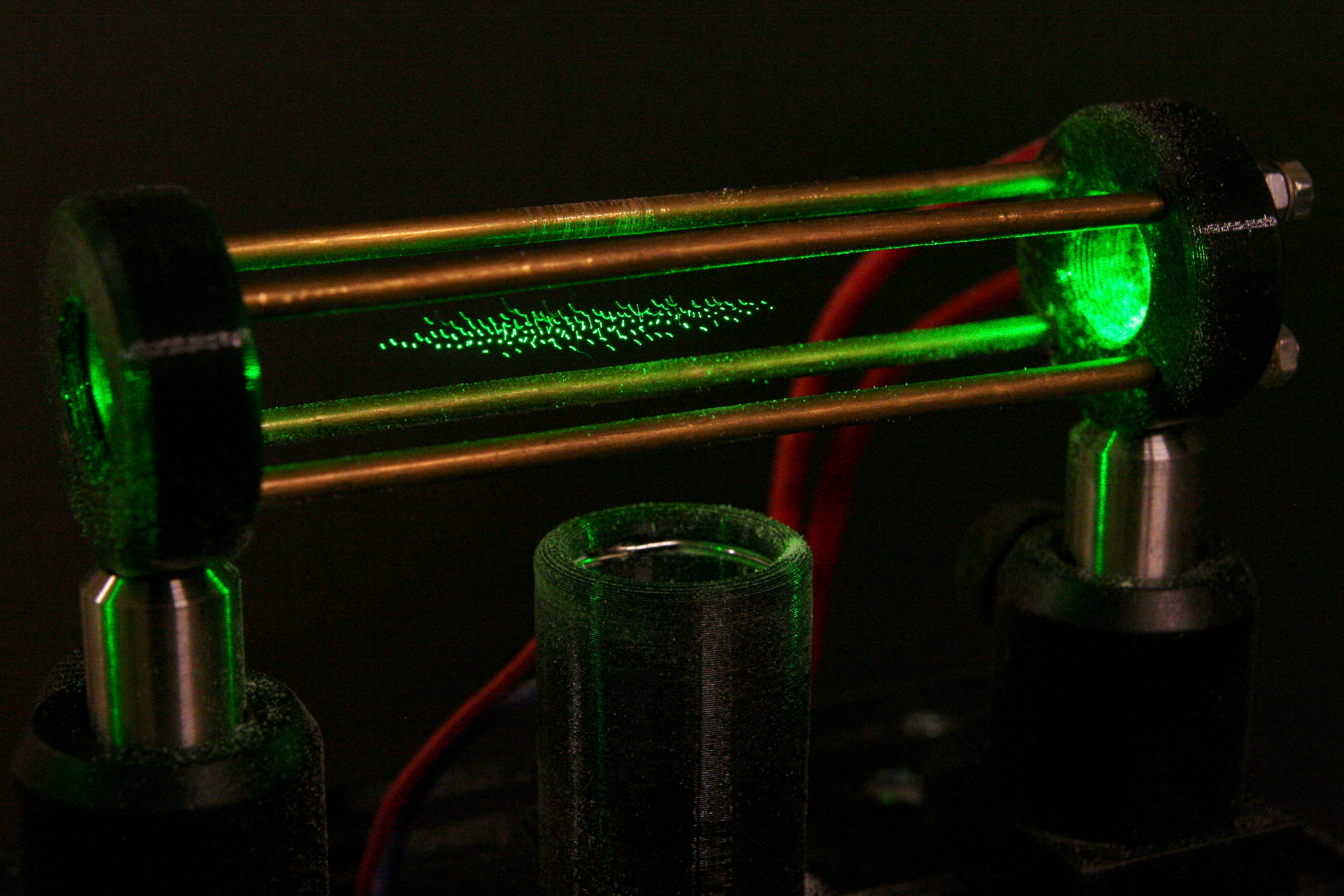
Grans de farina carregats atrapats en una trampa d'ions quadrupols.

El quadrupol és la geometria de camp elèctric més senzilla que s'utilitza en aquestes trampes, tot i que són possibles geometries més complicades per a dispositius especialitzats. Els camps elèctrics es generen a partir de potencials elèctrics en elèctrodes metàl·lics. Un quadrupol pur es crea a partir d'elèctrodes hiperbòlics, tot i que sovint s'utilitzen elèctrodes cilíndrics per facilitar la fabricació. Existeixen trampes d'ions microfabricades on els elèctrodes es troben en un pla amb la regió d'atrapament per sobre del pla. Hi ha dues classes principals de trampes, segons si el camp oscil·lant proporciona confinament en tres o dues dimensions. En el cas de dues dimensions (una anomenada "trampa de RF lineal"), el confinament en la tercera direcció es proporciona per camps elèctrics estàtics.
La trampa 3D en si consta generalment de dos elèctrodes metàl·lics hiperbòlics amb els seus focus l'un davant de l'altre i un elèctrode d'anell hiperbòlic a mig camí entre els altres dos elèctrodes. Els ions queden atrapats a l'espai entre aquests tres elèctrodes per camps elèctrics AC (oscil·lants) i DC (estàtics). La tensió de radiofreqüència de CA oscil·la entre els dos elèctrodes hiperbòlics de la tapa de metall si es desitja l'excitació d'ions; la tensió CA de conducció s'aplica a l'elèctrode d'anell. Els ions s'estiren primer cap amunt i cap avall axialment mentre s'empenyen radialment. A continuació, els ions s'extreuen radialment i s'empenyen axialment (des de la part superior i inferior). D'aquesta manera, els ions es mouen en un moviment complex que generalment implica que el núvol d'ions sigui llarg i estret i després curt i ample, d'anada i tornada, oscil·lant entre els dos estats. Des de mitjans de la dècada de 1980, la majoria de trampes 3D (trampes Paul) han utilitzat ~ 1 mTorr d'heli. L'ús de gas amortidor i el mode d'inestabilitat selectiu de massa desenvolupat per Stafford et al. va donar lloc a les primeres trampes d'ions 3D comercials.